# 森田正義
森田 正義（もりた まさよし、1908年12月13日 - 2004年12月2日）は、日本の政治家。衆議院議員（1期）。栃木県岩舟町名誉町民。

## 経歴
栃木県出身。東京帝国大学経済学部卒業。生家は地元の名家であった。寒川村長などを務めた後、1942年の第21回衆議院議員総選挙において帝国議会当時の旧衆議院栃木2区から翼賛政治体制協議会の推薦を受け出馬して当選、1期活動した。在任中は内務省委員などを務めた。1945年（昭和20年）12月1日に衆議院議員を辞職。戦後は公職追放を経て、追放解除後は岩舟町長となり、1964年から1980年までの4期在職した。1982年から岩舟町名誉町民。2004年、95歳で他界。墓所は大阪市東住吉区の法得寺にある。